# دلیا (کانزاس)
دلیا (به انگلیسی: Delia) شهری در ایالت کانزاس کشور ایالات متحده آمریکا است که جمعیت آن در سرشماری سال ۲۰۱۰ میلادی، ۱۶۹ نفر بوده‌است.